# Миливоје Бојовић
Миливоје Бојовић (Доња Трепча, 1951) је био генерал-мајор Војске Југославије. Од 1997. до 2001. вршио је дужност команданта Гардијске бригаде.
У том периоду је обављао и дужност ађутанта председника Савезне Републике Југославије Слободана Милошевића. Године 2001. постављен је за команданта Ужичког корпуса, вршећи ту дужност до 2003. године. Након тога је смењен са свих функција.

## Биографија
Генерал-мајор Миливоје Бојовић је рођен 1951. године у селу Доња Трепча код Чачка, од оца Светозара и мајке Душанке. Основну школу је завршио у родном селу, а гимназију у Горњем Милановцу. Као одличан ђак уписује Војну академију у Београду.
По завршетку Војне академије 1974. године, војничку каријеру је започео у гарди 1974, предводећи вод, па чету. Напредовао је јако брзо због свог талента и преданости послу. Ратна збивања 1991. године дочекао је у чину потпуковника, па бива постављен за команданта сектора Требиње-Љубиње, на дубровачком ратишту. Пред крај 1997, после расформирања Корпуса специјалних снага, ова јединица постала је самостална и са новим именом — Гардијска бригада Војске Југославије. Почетком новембра 1997. унапређен је у генерал-мајора и истовремено постављен за ађутанта тадашњег председника СРЈ Слободана Милошевића. Јавност га је упамтила по томе што је увек, у свечаној официрској униформи, стајао иза Милошевића.
Током бомбардовања 1999. године, као командант Гардијске бригаде и шеф обезбеђења Слободана Милошевића, био је смештен у Београду, чувајући бројне објекте. Био је оптужен за погибију седам војника из Противпожарног одељења Гардијске бригаде испред КБЦ Др Драгиша Мишовић, 20. маја 1999. У судском процесу који је окончан 2014. године, ослобођен је оптужби. Суд је закључио да је "у оквиру својих надлежности и обавеза апсолутно предузео све што је било у његовој професионалној и људској моћи на заштити јединице", а да је болницу погодио залутали пројектил приликом НАТО дејствовања на војну касарну на Дедињу.
Након 5. октобра 2000. године, још увек као командант Гардијске бригаде, био је задужен за обезбеђење комплекса у Ужичкој улици, где је живео Слободан Милошевић, све до Милошевићевог хапшења у ноћи између 31. марта и 1. априла 2001. године.
После погибије војника у Јарчуљу, 17. јула 2003. године, генерал Бојовић је смењен са места команданта Ужичког корпуса августа 2003. године. Пензионисан је од стране тадашњег министра одбране Бориса Тадића.
Након тога, генерал Бојовић се повукао из јавног живота.
Генерал Миливоје Бојовић је ожењен Зорицом и има ћерку Мају. Живи у Београду.